# Gregory Tardy

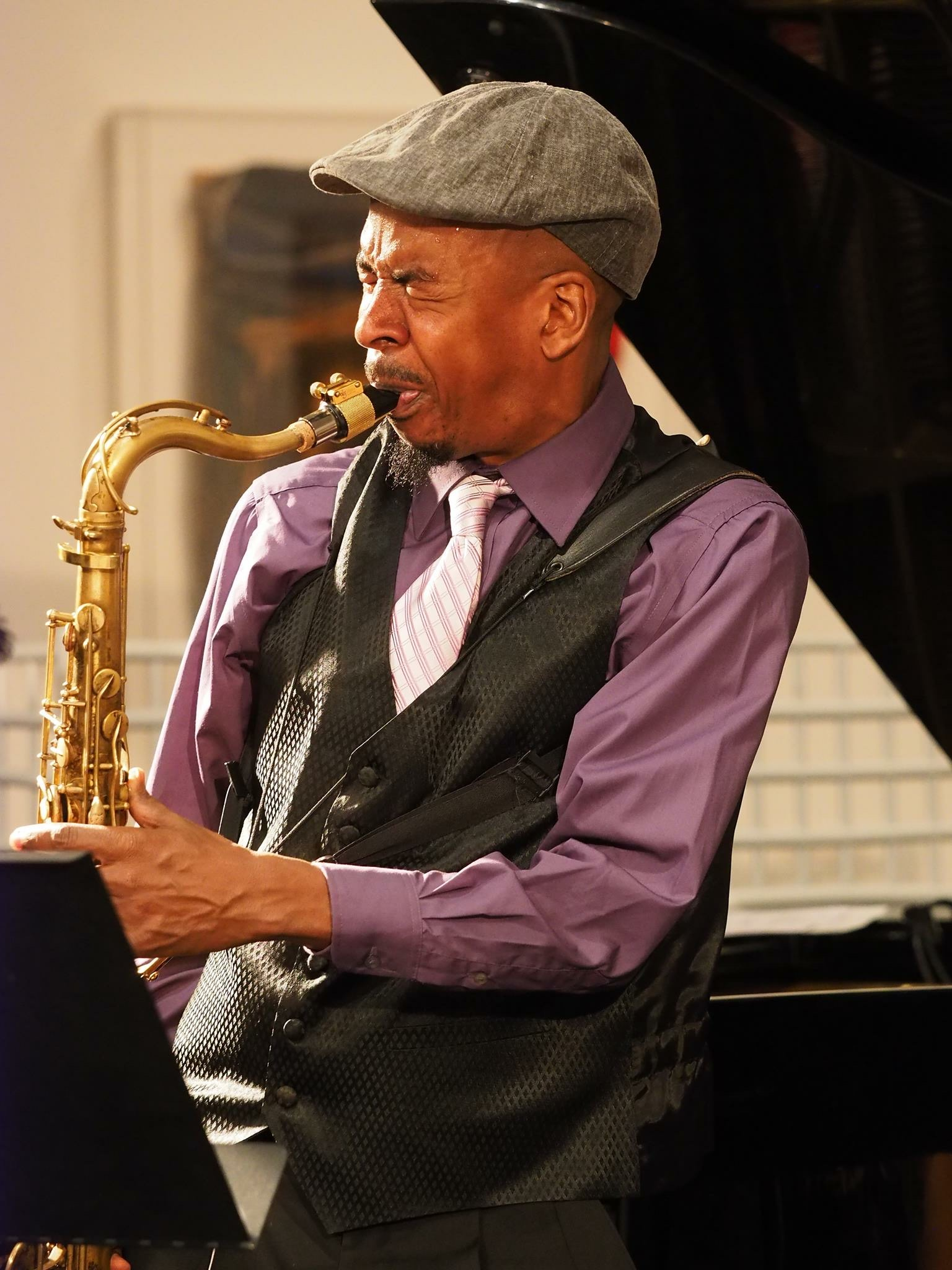
Gregory Tardy, 2017

Gregory „Greg“ Tardy   (* 3. Februar 1966 in New Orleans) ist ein US-amerikanischer Jazz-Musiker (Bassklarinette, Tenorsaxophon).

## Leben und Wirken
Gregory Tardy studierte zunächst klassisches Klarinettenspiel und lernte dann autodidaktisch Saxophon, als er in Funk-Bands in Milwaukee spielte. Unter dem Einfluss der Musik John Coltranes entschied er sich, professioneller Jazzmusiker zu werden; er zog dann nach St. Louis, wo er in lokalen Jazz- und Bluesbands spielte und ging dann zurück in seine Heimatstadt New Orleans, um weiter zu studieren. Dort spielte er mit den lokalen Brassbands und trat u. a. mit den Neville Brothers auf; außerdem arbeitete er dort mit Nicholas Payton, Jason und Ellis Marsalis. 1992 nahm Tardy dann sein erstes Album unter eigenem Namen auf, Crazy Love, an dem auch seine Mutter Joanne Tardy als Gastvokalistin mitwirkte. Im selben Jahr wurde er Mitglied der Elvin Jones Jazz Machine. In dieser Zeit zog er nach New York City, wo er außerdem mit Wynton Marsalis, Jay McShann, Steve Coleman, Betty Carter, James Moody, Bill Frisell, Rashied Ali und John Patitucci arbeitete.
Bekannt wurde er dann in der zweiten Hälfte der 1990er Jahre durch seine Mitgliedschaft in den Bands von Tom Harrell (The Art of Rhythm, 1997), Andrew Hill (Dusk), Dave Douglas (Soul on Soul) und Russell Gunn. Tom Harrell und Russell Gunn sowie Mulgrew Miller und Eric Harland wirkten auch an Tardys Album Serendipity mit, das 1997 auf Impulse! Records entstand und für das er als Bester Debütkünstler mit dem  New York Jazz Award ausgezeichnet wurde.
 2001 erschien auf Palmetto das Album Abundance, an dem der Pianist George Colligan und Miguel Zenón mitwirkten. In den 2000er Jahren arbeitete Tardy außerdem mit Omer Avital, Alex Norris, Steve Swallow (L'Histoire du Clochard), Craig Brann und John Zorn (The Unknown Masada, 2003) sowie im New Jazz Composers Octet des Trompeters David Weiss. Im März 2005 nahm er für Steeplechase das Album The Truth auf, u. a. mit dem Trompeter Marcus Printup und der Pianistin Helen Sung. Auf dem gleichen Label erschien The Strongest Love (2009) mit Joel Weiskopf und Jaimeo Brown.
 2023 legte er das Album In His Timing vor.
Tardy ist neben seinen Aktivitäten als Musiker als Musiklehrer tätig.